# Uパレード
『Uパレード』（ユーパレード）は、2001年4月3日から2006年8月18日まで信越放送（SBCテレビ）で生放送されていた平日夕方の情報番組である。

## 概要
司会には、『ほっとスタジオSBC』で3代目女性司会を務めていた中澤佳子（SBCアナウンサー）と、それまでSBCラジオでワイド番組のパーソナリティを務めていた山崎昭夫（当時SBCアナウンサー）が起用された。また、『ほっとスタジオSBC』には信濃毎日新聞編集委員がコメンテーターとして毎日出演していたが、この『Uパレード』には出演しなくなった。
そして、番組内容も生活情報を中心に料理・中継・プレゼントコーナー、また毎日の番組内容に因んだテーマで視聴者が番組の設定した2択から選ぶアンケートコーナー「Uドッチ投票」などのコーナーから、最新ニュース・天気予報などで構成され、『ほっとスタジオSBC』に比べると報道番組色が抑えられていた。
しかし、その後も『ゆうがたGet!』(テレビ信州）の優勢は続いたため、2006年4月に司会が高木直人（当時SBCアナウンサー）と『ほっとスタジオSBC』末期の4代目女性司会を務めていた久保田祥江（当時SBCアナウンサー）に交代。同時に、若干の番組リニューアルも図られた。しかし、同年9月4日のSBCの新社屋移転とともに番組は終了した。その後、2週間の準備期間を経て『信州まるごとワイド。キャッチ!』がスタートした。

## 放送時間
- 2001.04 - 2002.03 月曜日 - 金曜日 16:50 - 17:54
- 2002.04 - 2006.08 月曜日 - 金曜日 16:50 - 17:50
  - 系列外ネットしているテレビ東京『レディス4』を16:45で途中飛び降りした後、番組は16:45にミニ番組（『HOT情報』または『エスのじかん』）を挟んでスタートしていた。放送開始時刻は『ほっとスタジオSBC』より5分繰り下げられた。
  - なお、不定期で16:45から前倒しで夜の番組紹介と血液型占いをする事前番組『もうすぐ Uパレード』を放送したり、『レディス4』がテレビ東京の編成の都合によって休止する際には放送開始時刻を16:30に繰り上げ、放送時間を拡大していた。

## 出演者

### 司会
- 2001.04 - 2006.03 山崎昭夫（当時SBCアナウンサー）、中澤佳子（SBCアナウンサー）
- 2006.04 - 2006.08 高木直人（当時SBCアナウンサー）、久保田祥江（当時SBCアナウンサー）

### 中継リポーター
- 飯塚敏文（SBCアナウンサー）
- 佐藤明日香（当時SBCアナウンサー）
- ほか

## 備考
- 番組末期で司会を務めた高木と久保田は、番組の終了後に土曜午後枠でスタートした生放送番組『マジテレ!』の司会に移った。
- 2005年11月度の番組エンディングテーマ曲はALLaNHiLLZの「声」[1]。